# Cierniak (Śliwniki)
Cierniak – część wsi Śliwniki w Polsce, położona w województwie wielkopolskim, w powiecie ostrowskim, w gminie Nowe Skalmierzyce, w Kaliskiem, ok. 3 km od Kalisza. 
W latach 1975–1998 Cierniak należał administracyjnie do województwa kaliskiego, od 1999 do powiatu ostrowskiego.
Cierniak położony jest pomiędzy Kowalówkiem a Biskupicami Ołobocznymi. 